# هوارد مورغان
هوارد مورغان (29 يونيو 1931 في المملكة المتحدة - )  (بالإنجليزية: Howard Morgan)‏ هو لاعب كريكت بريطاني. لعب مع نادي مقاطعة غلاموركن للكريكت ‏.